# Mormonilla phasma
Mormonilla phasma är en kräftdjursart som beskrevs av Giesbrecht 1891. Mormonilla phasma ingår i släktet Mormonilla och familjen Mormonillidae. Inga underarter finns listade i Catalogue of Life.

## Bildgalleri

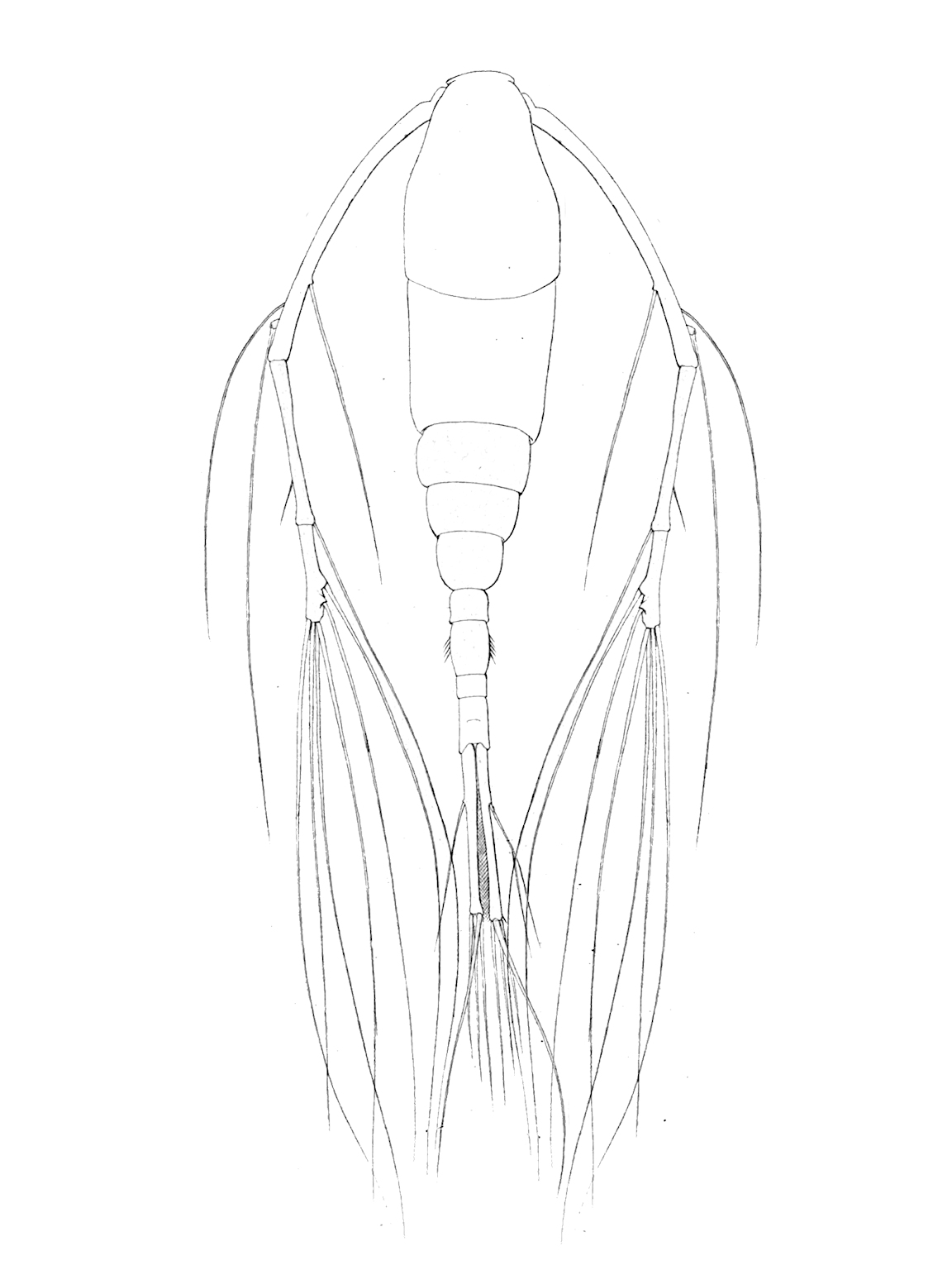